# Українознавство (журнал)
«Українознавство» — науковий, громадсько-політичний, культурно-мистецький, релігійно-філософський, педагогічний журнал, що є фаховим періодичним виданням з українознавства як науки і навчальної дисципліни. Видається Національним науково-дослідним інститутом українознавства МОН України. Згідно з Постановами Президії ВАК України журнал «Українознавство» визнано фаховим періодичним виданням з історичних і філософських наук (затверджено наказом ВАК України від 23 березня 2005 р. № 149), періодичність — одне число на три місяці. Журнал «Українознавство» розповсюджується і в Україні, і в США, Канаді, Великій Британії, Росії, Італії, Німеччині та інших країнах світу.
Видається часопис «Українознавство» з 2001 р. Головний редактор — Петро Кононенко, директор інституту, професор, академік, лауреат Міжнародної премії ім. Й. Г. Гердера.